# Krullenhaus

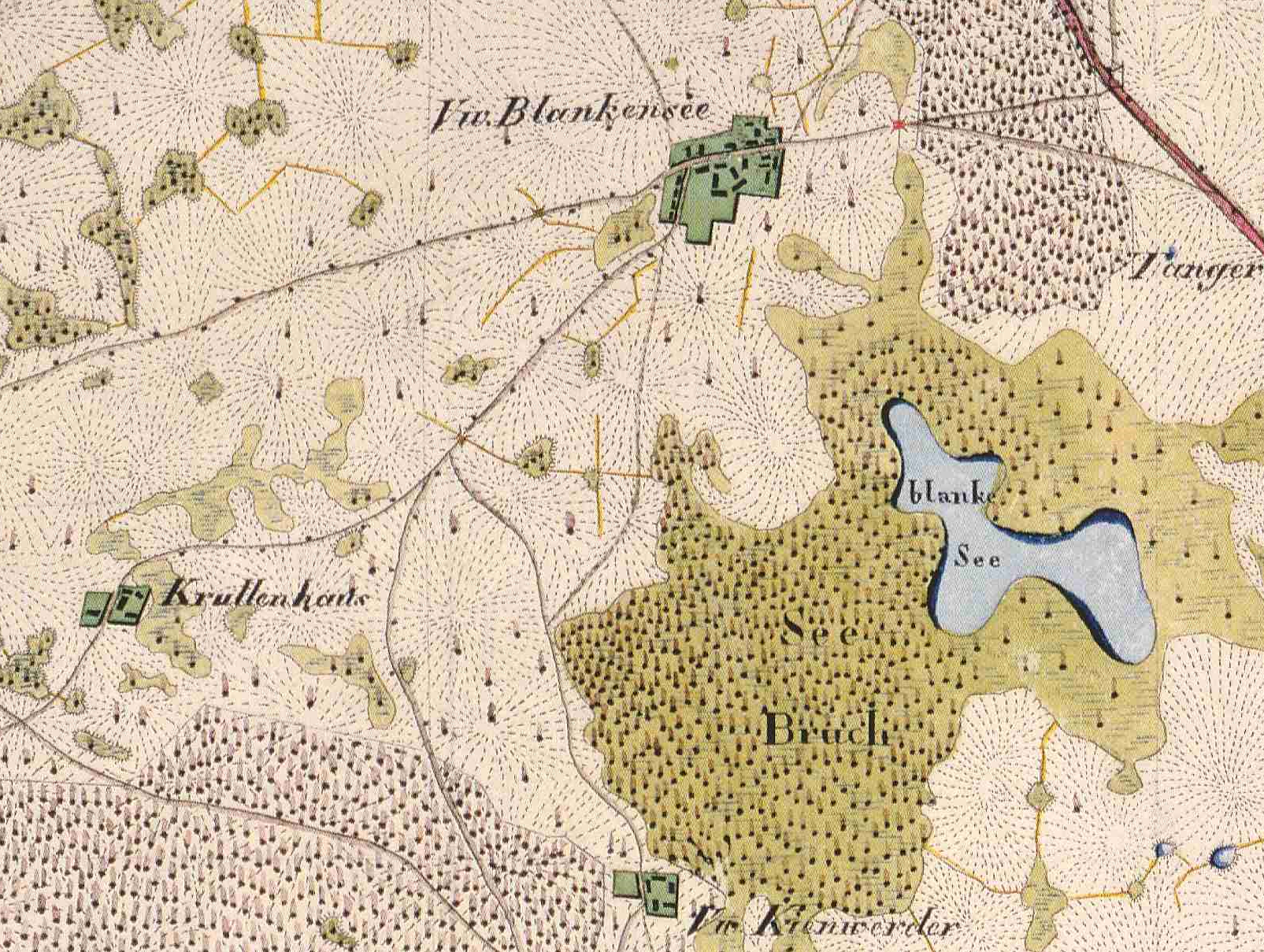
Blankensee, Kienwerder und Krullenhaus Gemeindeteile von Mittenwalde, Lkr. Uckermark, Brandenburg, Ausschnitt aus dem Urmesstischblatt 2848 Gerswalde von 1826

Krullenhaus war ein Ortsteil von Mittenwalde im Landkreis Uckermark (Brandenburg). Die kleine Siedlung entstand um 1700 und wurde nach 1971 abgerissen.

## Lage
Krullenhaus lag 1,5 km ostsüdöstlich vom Ortskern von Mittenwalde und etwa 2 km südwestlich von Blankensee. Der Siedlungsplatz liegt heute mitten in einem großen Feld, ist jedoch von der landwirtschaftlichen Nutzung ausgespart und daher noch gut erkennbar. Er lag auf 78 m ü. NHN.

## Geschichte
1714 gehörten ein Wohnhaus, eine Scheune, Äcker und Wiesen in der Mittelheyde zum Rittergut Sternhagen der von Arnim. Die Mittelheide war ein Teil der großen Gerswaldischen Heide, die im 18. Jahrhundert unter mehrere Rittersitze aufgeteilt wurde. Der Name Krullenhaus ist noch nicht genannt. Erst 1720 wird dann eine Schäferei oder Vorwerk Krullenhaus erstmals genannt. Die Erklärung des Namens, die Rudolf Schmidt, gibt, dass das Vorwerk nach einem Jäger Krull benannt sei, dem man 1785 hier ein Jägerhaus einrichtete, kann also nicht stimmen.
1734 wohnten auf Krullenhaus bereits drei Häuslinge, ein Schäfer, drei Knechte und zwei Mägde. Das Gut gehörte Otto von Arnim. Ihm folgte Curt Heinrich Gottlieb nach. 1754 wird Krullenhaus als kleines Rittervorwerk bezeichnet, das in der Mittelheide gerodet worden war. Es hatte damals (erst) 54 Morgen geräumtes Land. 1756/57 hatte das Rittervorwerk Land zu 1½ Wispel Aussaat 2. Klasse oder 1 1/8 Wispel Aussaat reduziert auf die 1. Klasse.
1775 war zum Vorwerk noch eine Jägerwohnung eingerichtet worden. Es gab drei Feuerstellen, davon zwei in einem Doppelhaus. Insgesamt wohnten vier Büdner oder Einlieger auf dem Gut. 1790 wohnten nur der Verwalter und ein Einlieger auf Krullenhaus; entsprechend gab es nur noch zwei Feuerstellen (Wohnhäuser).
Friedrich Wilhelm Bratring beschreibt Krullenhaus 1804 als Vorwerk bei und zu Sternhagen gehörig, nebst einer Försterwohnung. Der Förster hatte einen Forst von noch unbestimmter Größe zu betreuen. Es gab zwei Feuerstellen (Wohnungen) in Krullenhaus und 12 Bewohner. Besitzer von Krullenhaus waren die Erben des Obristen Curt Heinrich Gottlieb von Arnim, der 1800 ohne Leibeserben verstorben war. Krullenhaus fiel nun an Valentin Dietloff, der 1802 verstarb, und an dessen Sohn Carl Christoph Joachim von Arnim, der 1821 ohne Erben starb. Nach der Erbteilung von 1825 fielen Blankensee und Krullenhaus nun an Carl Otto Ludwig (genannt Pitt, 1779–1861) und Carl Joachim Friedrich Ludwig (Achim, 1781–1831) von Arnim. Sie waren die Söhne des Joachim Erdmann von Arnim (1741–1804) und der Amalie Caroline geborene Labes (1761–1781). 1817 hatte das Vorwerk Krullenhaus 19 Einwohner. Pächter war der Major und spätere Polizeipräsident von Berlin Friedrich Wilhelm Karl von Arnim auf Gerswalde. Letzterer wird auch 1840 als Pächter genannt. Damals hatte das Rittergut Krullenhaus zwei Wohnhäuser und 12 Einwohner. Erst in der Lehenserbteilung von 1825 war Blankensee und Krullenhaus endgültig den Brüdern Carl Otto Ludwig und Carl Joachim Friedrich Ludwig von Arnim zugesprochen worden.
Heinrich Karl Wilhelm Berghaus nennt für 1850 die Gebrüder Freimund (1812–1863), Siegmund (1812–1890) und Friedmund (1815–1883) von Arnim als Besitzer, die Söhne des Achim von Arnim, der 1831 verstorben war. Das Gut hatte eine Größe von 806,7 Morgen, davon waren 0,171 Morgen Gehöft, 4,68 Morgen Gärten, 600 Morgen Ackerland, 130,147 Morgen Wiesen, 50,31 Morgen Hutung und 20 Morgen Unland.
Karl Friedrich Rauer bezeichnet Krullenhain 1857 als v. Arnimsches Mannlehen (zusammen mit Blankensee). Krullenhaus hat seine eigene Nummerierung, war also eigenständiger Gutsbezirk. 1860 bestand das Gut Krullenhaus aus einem Wohnhaus und sechs Wirtschaftsgebäuden, darunter eine Ziegelei. Es hatte 19 Einwohner. Bei Adolf Frantz (1863) wechselt die Schreibweise zwischen Krullenhain (S. 54) und Krullenhaus (S. 55). Nach seinen Angaben hatte das Gut 806 Morgen, davon 591 Morgen Acker und 67 Morgen Wiesen.
In dem Werk Die Gemeinden und Gutsbezirke des Preussischen Staates und ihre Bevölkerung von 1873 (die Zahlen stammen vom 31. Dezember 1871) war Krullenhaus eine selbständige Communaleinheit. In einem Wohnhaus waren zwei Haushaltungen mit 15 Bewohnern. Das General-Adressbuch der Ritterguts- und Gutsbesitzer im Deutschen Reiche von 1879 gibt die Gutsgröße nun erstmals in Hektar an. Danach hatte Krullenhaus eine Gesamtgröße von 198,93 Hektar, davon 167,82 Hektar Acker, 22,72 Hektar Wiesen und 8,39 Hektar Hutung (Weide). Gemeinsame Besitzer waren die Gebrüder Friedmund, Siegmund und Friedmund von Arnim. Als Pächter ist Friedmund von Arnim eingetragen. Die Ziegelei war noch in Betrieb, der Grundsteuerreinertrag ist mit 2530 Mark angesetzt.
Im Handbuch des Grundbesitzes im Deutschen Reiche von 1885 ist das Rittergut Krullenhaus nun unter Blankensee aufgeführt. Es hatte eine Größe von 203 Hektar, davon 172 Hektar Acker, 23 Hektar Wiesen und 8 Hektar Hutung, Der Grundsteuerreinertrag ist mit 2551 Mark angesetzt, Besitzer Lucas Siegmund von Arnim (1813–1890) (Kgl. Geschäftsträger und Miteigentümer, Baron von Arnim-Wiepersdorf). Administrator von Krullenhaus und Blankensee war ein gewisser Handmann. Als Besonderheit ist die Rambouillet-Schäferei vermerkt.
Im Handbuch des Grundbesitzes im Deutschen Reiche von 1896 ist das Rittergut Krullenhaus nun wieder mit einer Größe von 188 Hektar gelistet, davon 160 Hektar Acker, 20 Hektar Wiese, 7 Hektar Unland und 1 Hektar Wasser. Der Grundsteuerreinertrag ist mit 2551 Mark jedoch gleich hoch angesetzt. Als Besitzer ist Fritz von Arnim aufgeführt.
Im Handbuch des Grundbesitzes im Deutschen Reiche von 1903 werden die Größenangaben von 1896 wiederholt, als Besitzer des Gutsbezirks Blankensee ist jedoch Ottomar von Arnim (1864–1929) genannt. 1907 ist als Bevollmächtigter Amtmann Emil Haicke aufgeführt, Administrator ist Martin Jeschke und Otto Deunert Forstmeister. Größe und Tierbestand sind für Blankensee und Krullenhaus zusammen angegeben. Für 1914 ist kein Pächter genannt. Krullenhaus war auch noch 1921 im Besitz von Ottomar von Arnim, die Gesamtgröße ist wieder mit 205 Hektar angegeben. 1923 und 1929 sind die beiden Güter zusammen behandelt. Als Besonderheit ist ein Dampfpflug vermerkt.

## Kommunale Geschichte
Nach dem Werk Die Gemeinden und Gutsbezirke des Preussischen Staates und ihre Bevölkerung von 1873 (die Zahlen stammen vom 31. Dezember 1871) war Krullenhaus noch bis 1871 eine selbständige Communaleinheit. 1874 gehörte Krullenhaus dann zum Gutsbezirk Blankensee. In diesem Jahr wurde der Gutsbezirk Blankensee mit Krullenhaus dem Amtsbezirk 4 Gerswalde zugewiesen. Amtsvorsteher war Rittergutsbesitzer von Arnim auf Gerswalde. Stellvertreter war Amtmann Kolbe auf Krohnhorst. 1928 wurden der Gutsbezirk Mittenwalde mit Pappelwerder, mit den Gutsbezirken Blankensee und Kienwerder, das Gut Seeburg des Gutsbezirks Ruhhof und Parzellen der Gemarkung Seeburg des Gutsbezirks Kröchlendorff zur Gemeinde Mittenwalde vereinigt. Krullenhaus ist 1931 und 1957 Wohnplatz von Mittenwalde. 1964 und 1971 wird es als Ortsteil bezeichnet. Wann die Gebäude abgerissen wurden, ist nicht bekannt.
1992 schloss sich Mittenwalde mit neun anderen Gemeinden zum Amt Gerswalde zusammen.

## Kirchliche Zugehörigkeit
Krullenhaus war nach Blankensee eingekircht, zusammen mit Kienwerder. Blankensee wiederum war eine Tochterkirche von Herzfelde.

## Anmerkung
1. ↑  Hier hat sich im Handbuch des Grundbesitzes ein Fehler eingeschlichen. Blankensee, Krullenhaus, Alt-Kölpin und Neudorf stehen hier unter Bergluch. Bergluch, Blankensee und Krullenhaus sind als Besitz von Fritz von Arnim markiert. Bergluch bildete einen eigenen Gutsbezirk, der fiskalisch war. Auch Alt-Kölpin und Neudorf hatten keine Beziehung zum Gutsbezirk Blankensee.